# Papilio judicael
Papilio judicael là một loài bướm thuộc họ Bướm phượng (Papilionidae). 
Loài Papilio judicael được mô tả năm 1888 bởi Oberthür. Loài bướm Papilio judicael sinh sống ở .